# Шкода ситиго
Шкода ситиго (енгл. Škoda Citigo) је мали градски аутомобил који производи чешка фабрика аутомобила Шкода. Производи се од 2011. до данас.

## Историјат
Шкода ситиго је мали градски аутомобил, део Фолксвагенове серије модела под називом New Small Family (NSF), који је представљен 2011. године на сајму аутомобила у Франкфурту. Производња је почела у децембру 2011. године у Братислави, где се производе и Фолксваген ап! и Сеат ми, верзије истог аутомобила. Каросеријски је то мали аутомобил са троје и петоро врата у хечбек верзији.
Ситиго је практично идентичан са Фолксваген ап!-ом, осим што се разликују предња маска и неки детаљи. Са друге стране, Сеат ми има нешто више разлика. Иако је мали аутомобил, нуди максималну искоришћеност простора и четири седишта за путнике. Шкода ситиго верзија са пет врата појавила се на тржишту 2012. године. Дизајн Шкодиног градског аутомобила укључује многе елементе типичне свим њеним возилима. Дизајнери су успели да дају аутомобилу специфичан, али конзервативан изглед. Шкода ситиго са 3,56 метара дужине је један од најмањих возила у свом сегменту. Запремина пртљажника је 251 l, а може се проширити на 951 l спуштањем задњих седишта.
На европским тестовима судара аутомобил је 2011. године добио максималних пет звездица за безбедност.

## Мотори
У понуди су два бензинска мотора и један мотор на ауто гас (CNG).
| Модел   | Запремина | Цилиндри/ вентили | Снага         | Мењачи                       |        |        |
| Бензин  | Бензин    | Бензин            | Бензин        | Бензин                       | Бензин | Бензин |
| ------- | --------- | ----------------- | ------------- | ---------------------------- | ------ | ------ |
| 1.0 MPI | 999 cm³   | 3/12              | 44 kW / 60 КС | 5-степени мануелни/аутоматик |        |        |
| 1.0 MPI | 999 cm³   | 3/12              | 55 kW / 75 КС | 5-степени мануелни/аутоматик |        |        |
| Гас     |           |                   |               |                              |        |        |
| 1.0 CNG | 999 cm³   | 3/12              | 50 kW / 68 КС | 5-степени мануелни           |        |        |

## Галерија
- Шкода ситиго
- Шкода ситиго
- Фолксваген ап!
- Сеат ми